# Musée égyptien de Berlin
Pour l’article homonyme, voir Musée égyptien du Caire.
Le musée égyptien de Berlin (en allemand : Ägyptisches Museum Berlin ou Ägyptisches Museum und Papyrussammlung) est une collection d'art de l'Égypte antique située à Berlin. Cette collection, l'une des plus importantes au monde d'objets de l'Égypte antique, a été réinstallée en 2009 au Neues Museum nouvellement reconstruit.

## Historique
Le musée est créé en 1828 sous le règne de Frédéric-Guillaume III sur la recommandation d'Alexander von Humboldt. Giuseppe Passalacqua, un ancien maquignon de Trieste, après avoir tenté de vendre sa collection à la France, qui la trouve trop onéreuse, la vend à la Prusse et reçoit en plus le poste de directeur du musée.
Entre 1842 et 1845, une expédition prussienne travaillant en Égypte reçoit 1 500 pièces de Méhémet Ali. Les plus intéressantes sont rapportées des fouilles d'Amarna entre 1911 et 1914.
La collection était exposée au Neues Museum, détruit en 1945. Elle a ensuite été répartie entre divers musées berlinois. Elle regagne en 2009 le Neues Museum reconstruit.

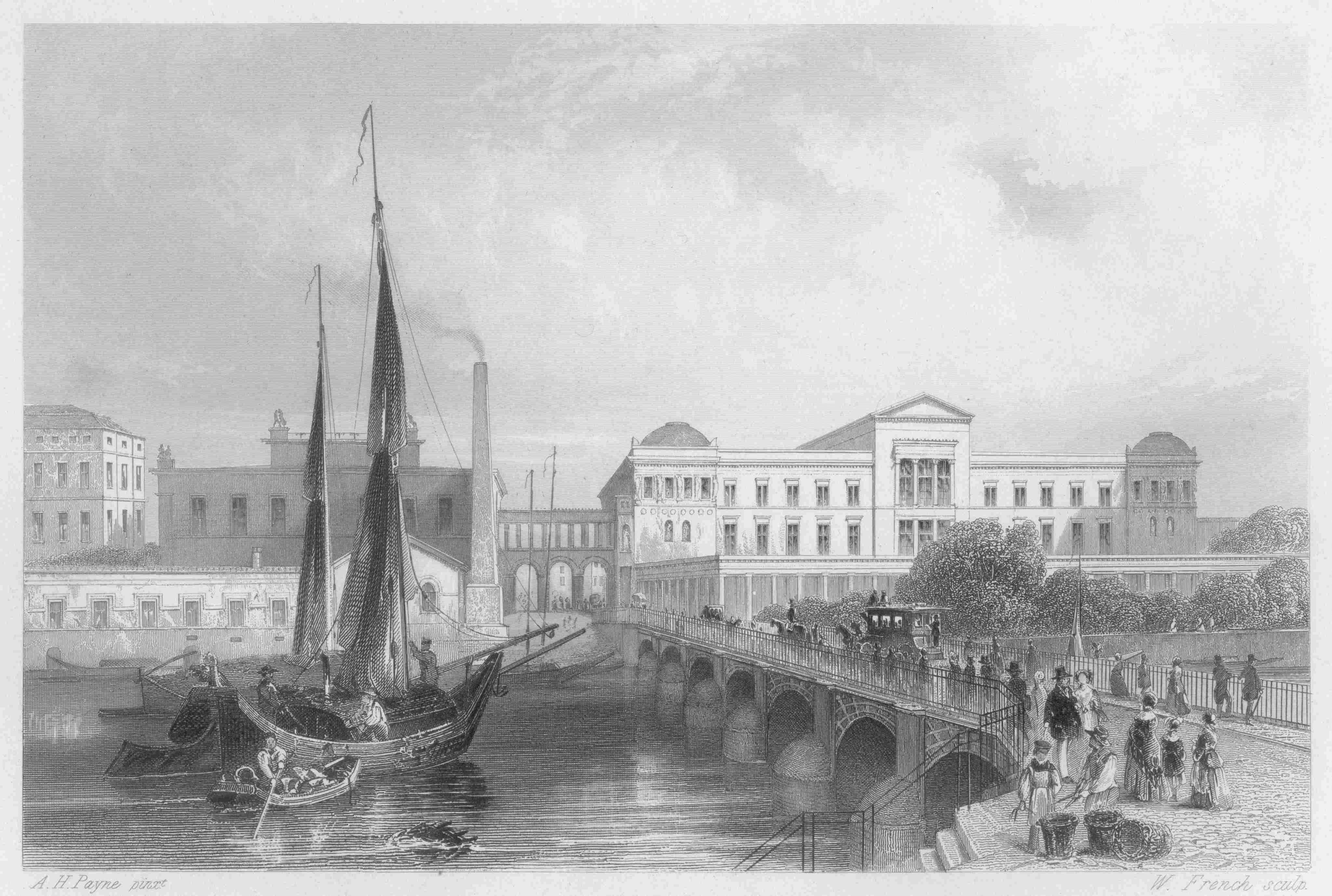
Le Neues Museum, vu par Henry Albert Payne (en), 1850.
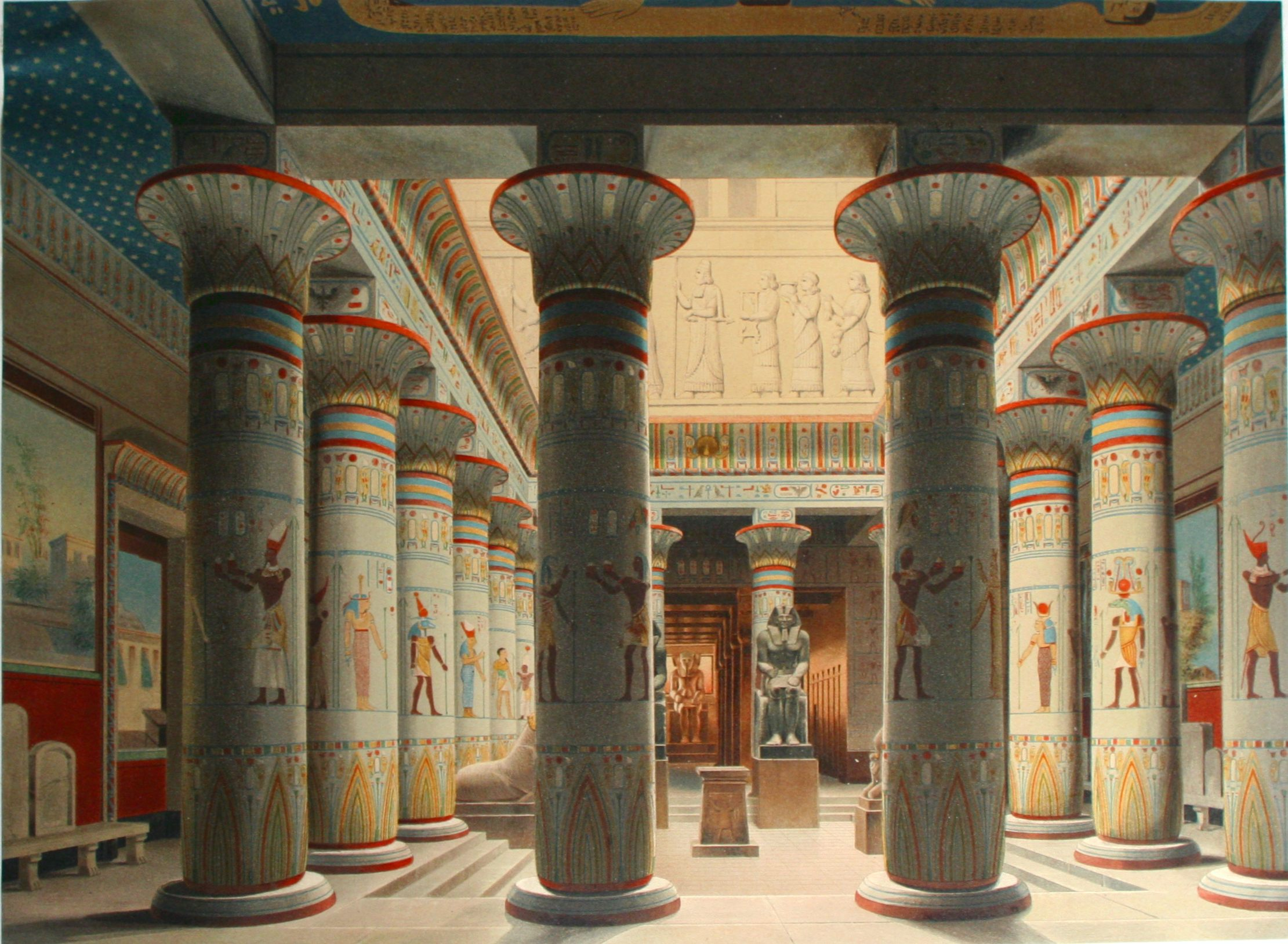
La cour égyptienne du Neues Museum, à Berlin, en 1862.

## Collections

### Sculpture

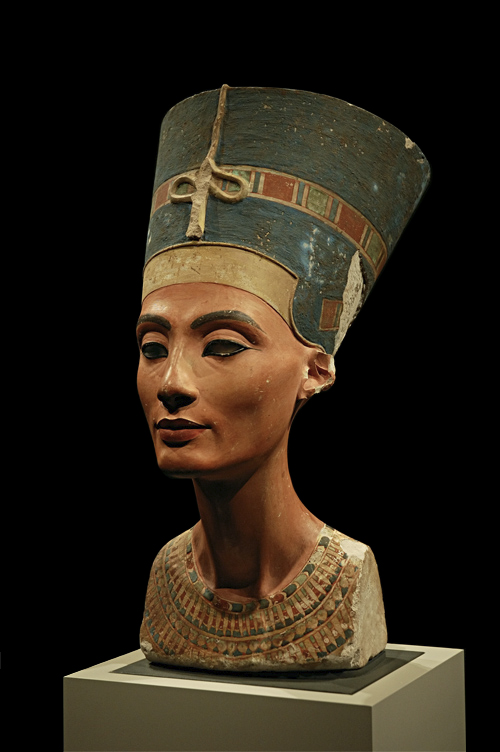
Buste de Néfertiti, vers -1338

La pièce la plus connue de la collection est le buste de Néfertiti.

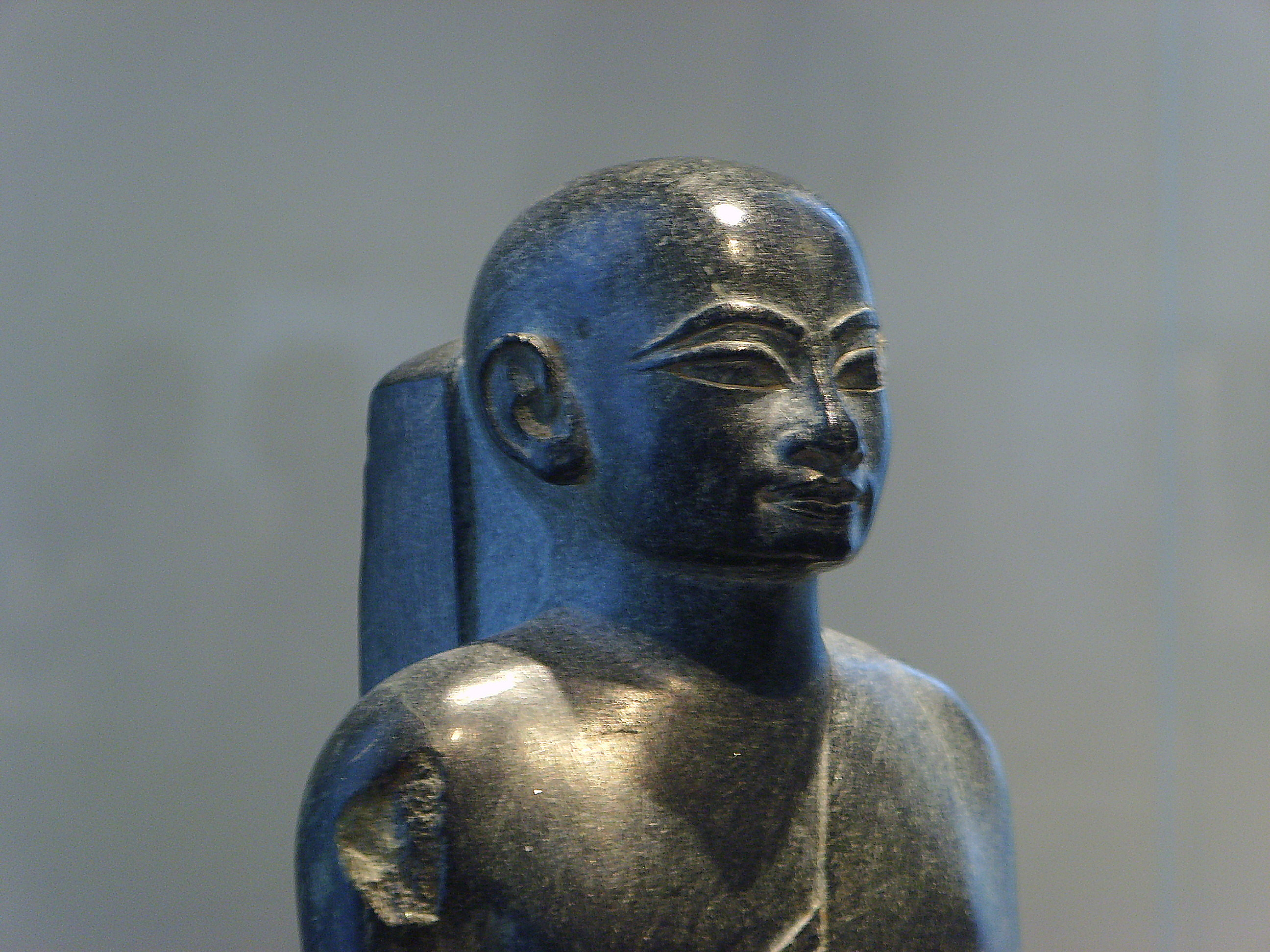
Le prêtre Tai-tai. Nouvel Empire, XVIIIe dynastie, vers 1380 av. J.-C.
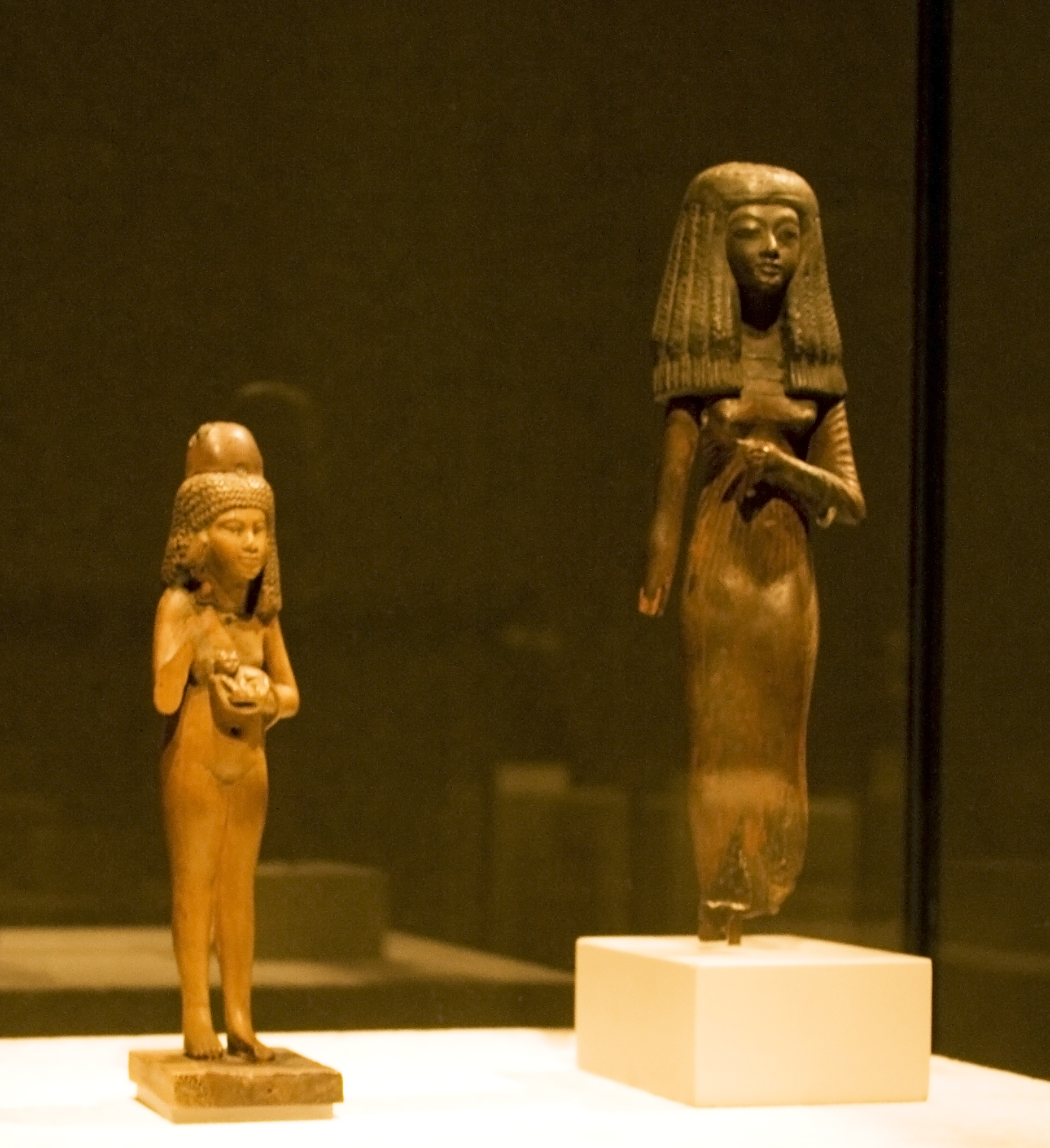
Fillette avec un chat et jeune femme debout, XVIIIe et XIXe dynasties
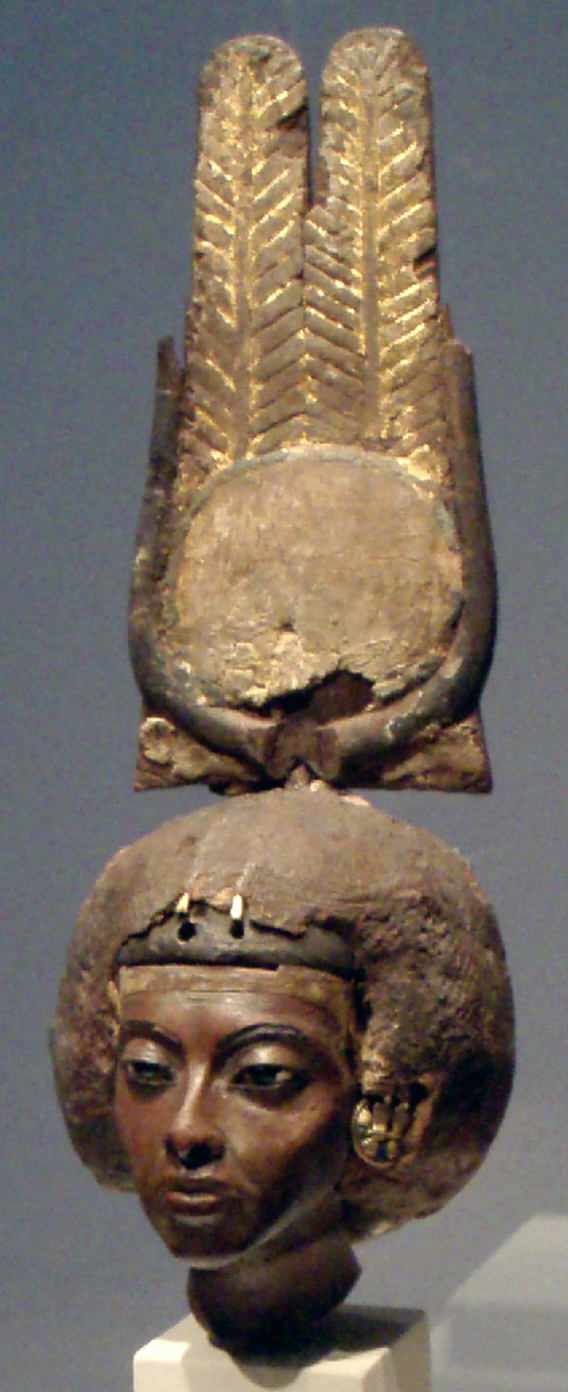
La reine Tiyi (épouse d'Amenhotep III), Amarna, vers 1355 av. J.-C.
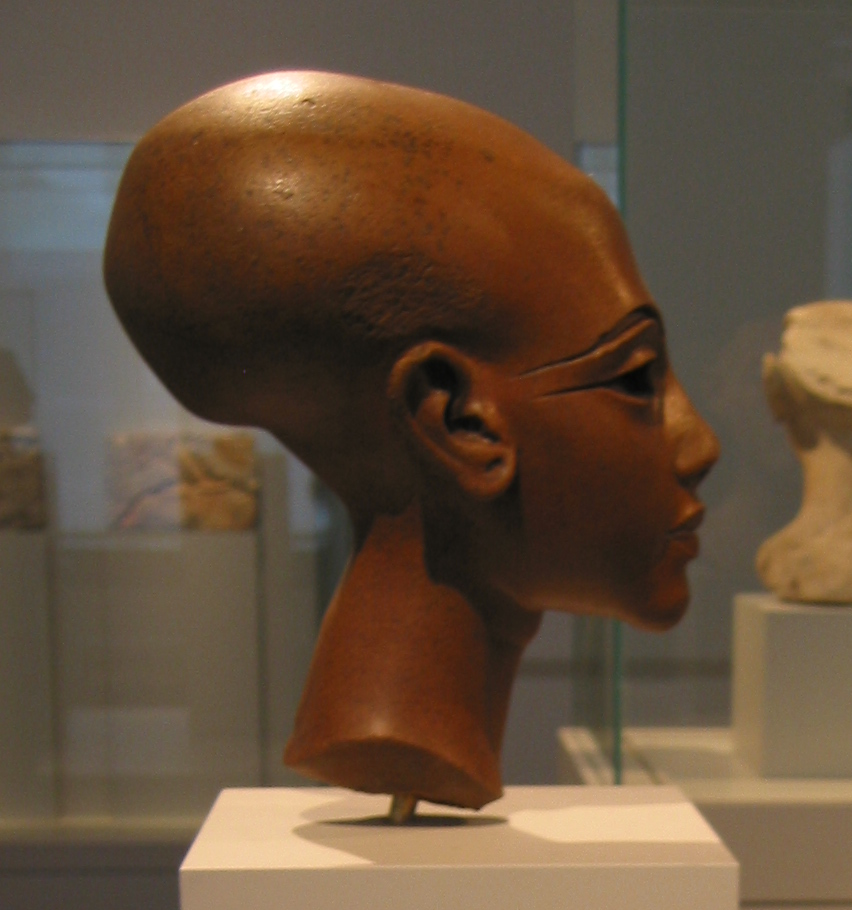
Tête d'une princesse amarnienne, vers 1345 av. J.-C.
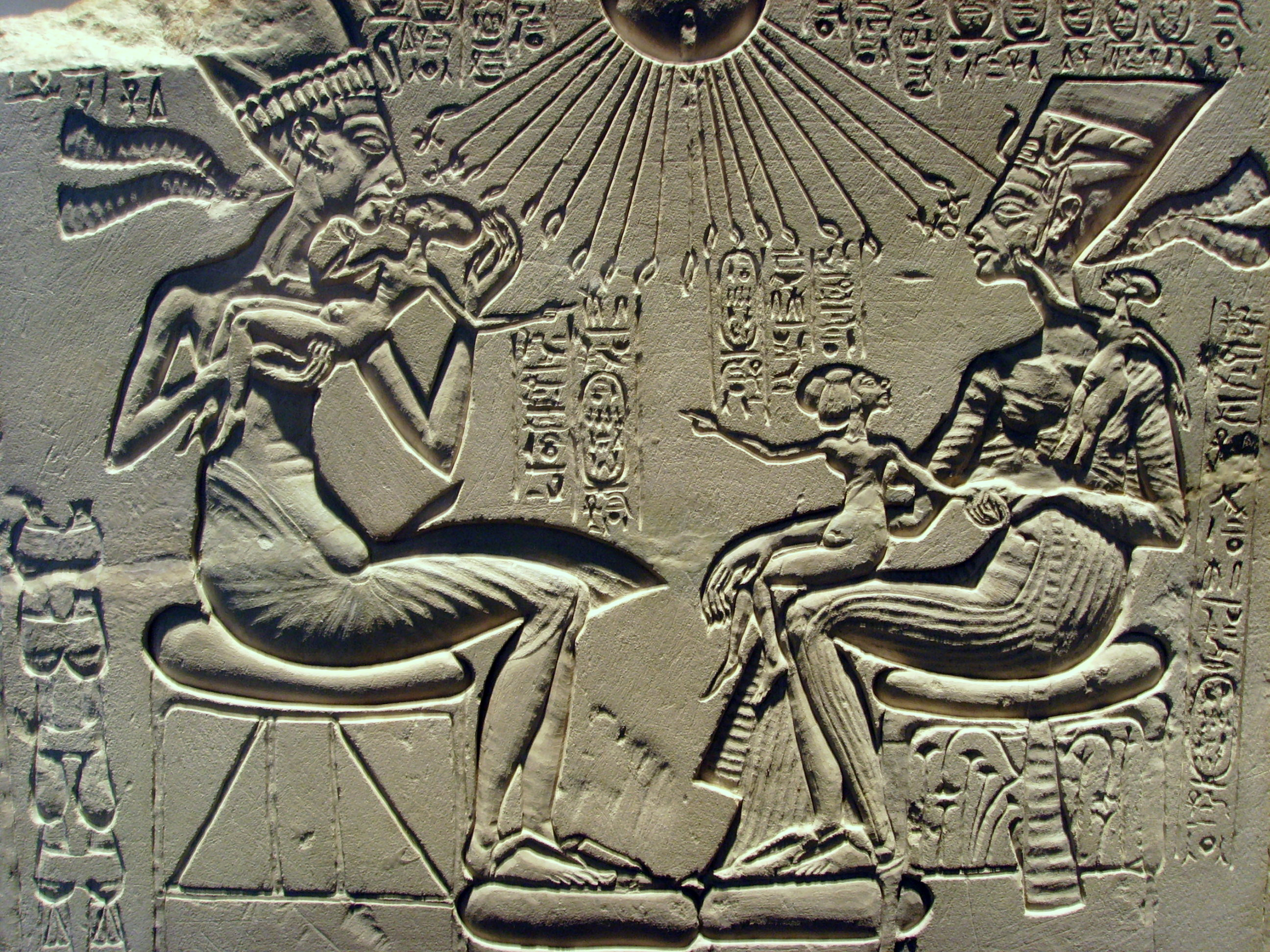
Akhenaton et Néfertiti jouant avec leurs enfants, Amarna, vers 1350 av. J.-C.
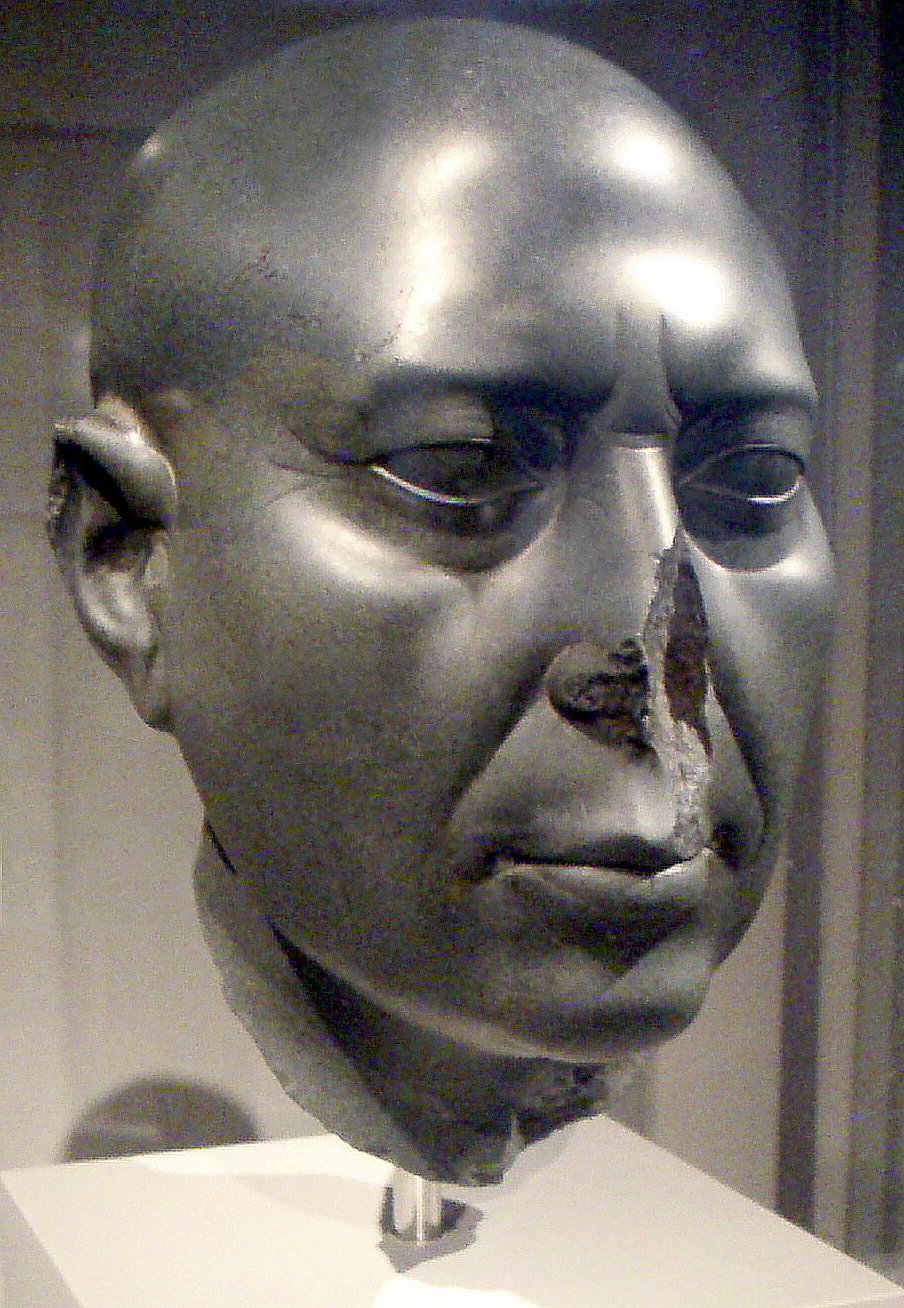
« Tête verte de Berlin » vers 100 av. J.-C./50 av. J.-C.
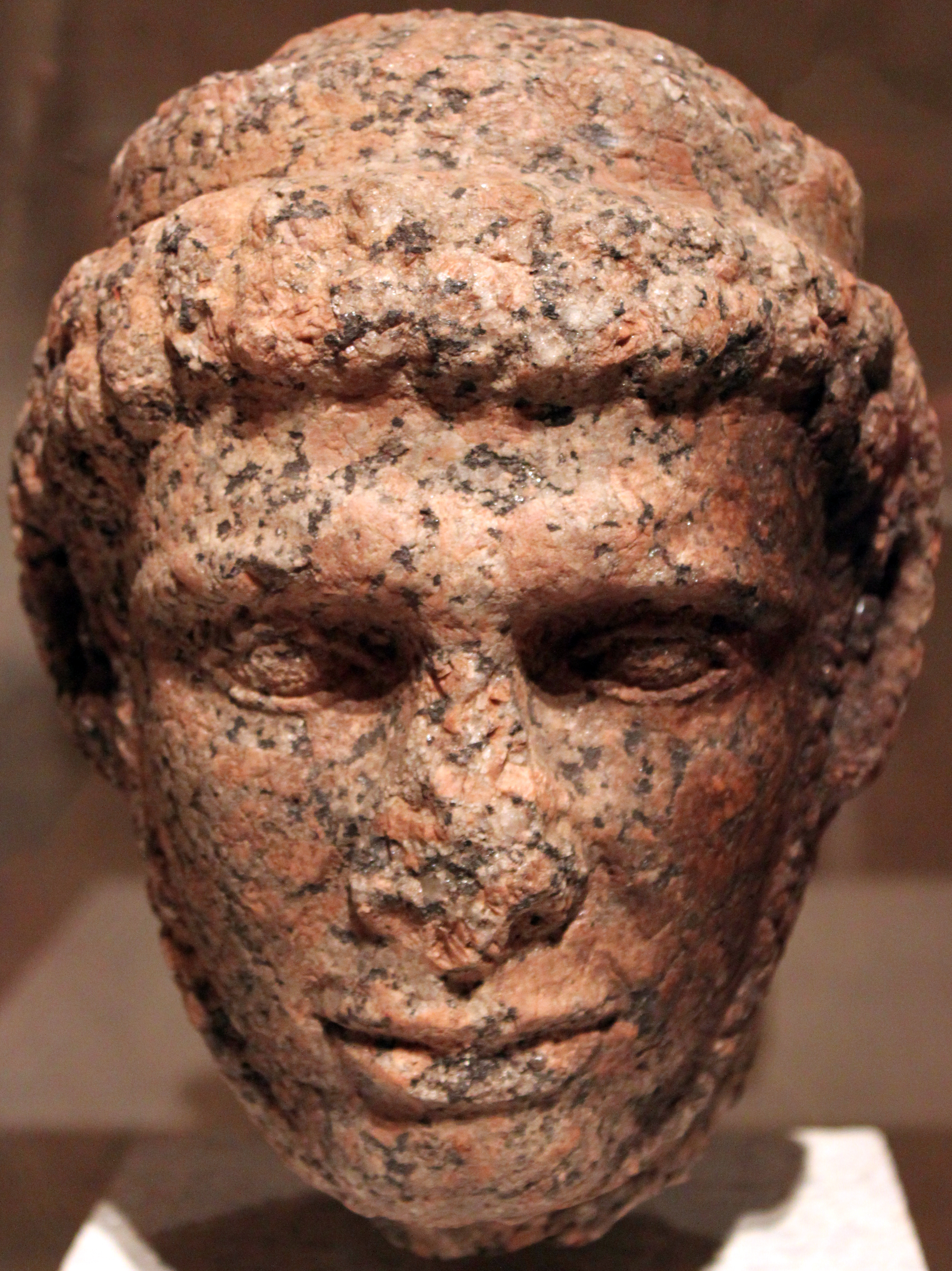
Tête de Ptolémée X (règne de -110 à -188)
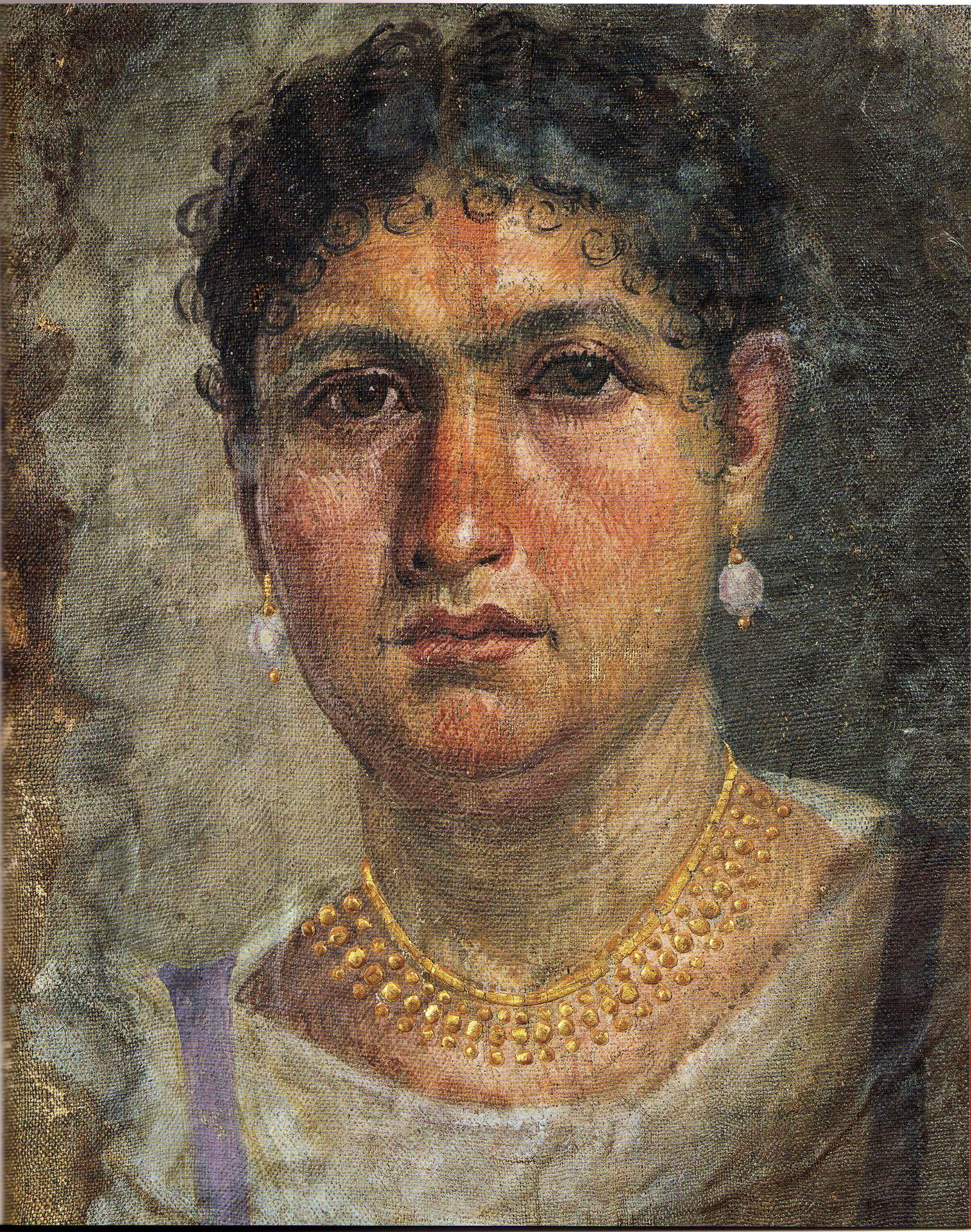
Portrait funéraire, vers 24 av. J.-C.

### Papyrus
De nombreux papyrus sont conservés à l'Ägyptisches Museum ; en voici une liste non exhaustive :
- papyrus Berlin 3022 (de),
- papyrus Berlin 3024 (de)
- papyrus Berlin 3027[1]
- Le papyrus Berlin 3033 ou papyrus Westcar vient de la collection de Karl Richard Lepsius. Il est daté, de la main du scribe, de fin de la période Hyksôs (fin de la XVIIe ou du début de la XVIIIe dynastie). Le Papyrus Westcar contient une composition littéraire communément appelée « Les magiciens à la cour du roi Khéops ».

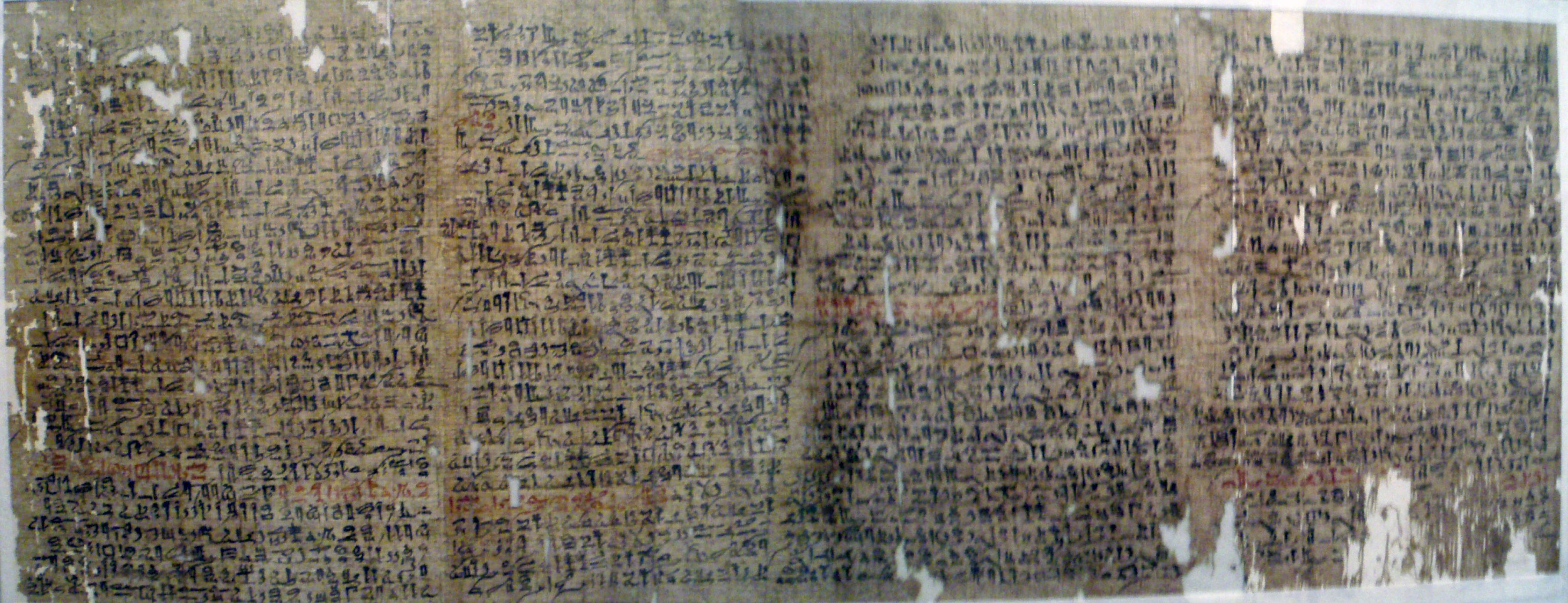
Papyrus Westcar, Ägyptisches Museum, Berlin.

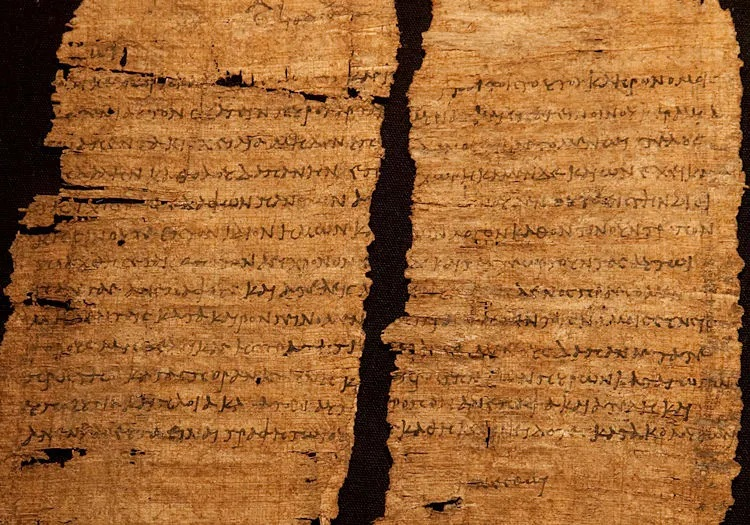
Le papyrus de Cléopâtre, manuscrit de l'époque ptolémaïque, rédigé en grec et daté du 23 février 33 av. J.-C., dont la signature est attribuée à Cléopâtre VII Philopator.

- papyrus Berlin 3038, un papyrus médical,
- papyrus Berlin 3063 (de), ou papyrus Reinhardt,
- papyrus Berlin 6619, un papyrus mathématique,
- papyrus Berlin 10016,
- papyrus Berlin 10031,
- papyrus Berlin 10447a,
- papyrus Berlin 10470,
- Papyrus Berlin 25239 ou papyrus Bingen 45, dit aussi Papyrus de Cléopâtre, l'autographe de Cléopâtre VII ayant été identifié par le papyrologue Peter van Minnen[2], ce point étant cependant discuté[3].

### Porte du temple de Kalabchah
Lors de la construction du haut barrage d'Assouan de 1961 à 1963, le temple de Kalabchah a été démonté en 13 000 blocs sous la direction allemande et reconstruit sur un îlot un peu au sud, visible depuis le haut barrage d'Assouan. Une porte plus ancienne, utilisée comme matériau de remplissage, a été trouvée dans les fondations : elle a été donnée par l'Égypte à la République fédérale d'Allemagne en remerciement pour son aide dans le cadre de la campagne de l'UNESCO pour sauver les antiquités nubiennes. Elle se trouve dans la collection du Musée égyptien de Berlin depuis 1973. Son déménagement est prévu dans la nouvelle aile du musée de Pergame.
Le temple est inscrit sur la liste du patrimoine mondial de l'UNESCO depuis 1979.

Porte du temple de Kalabchah
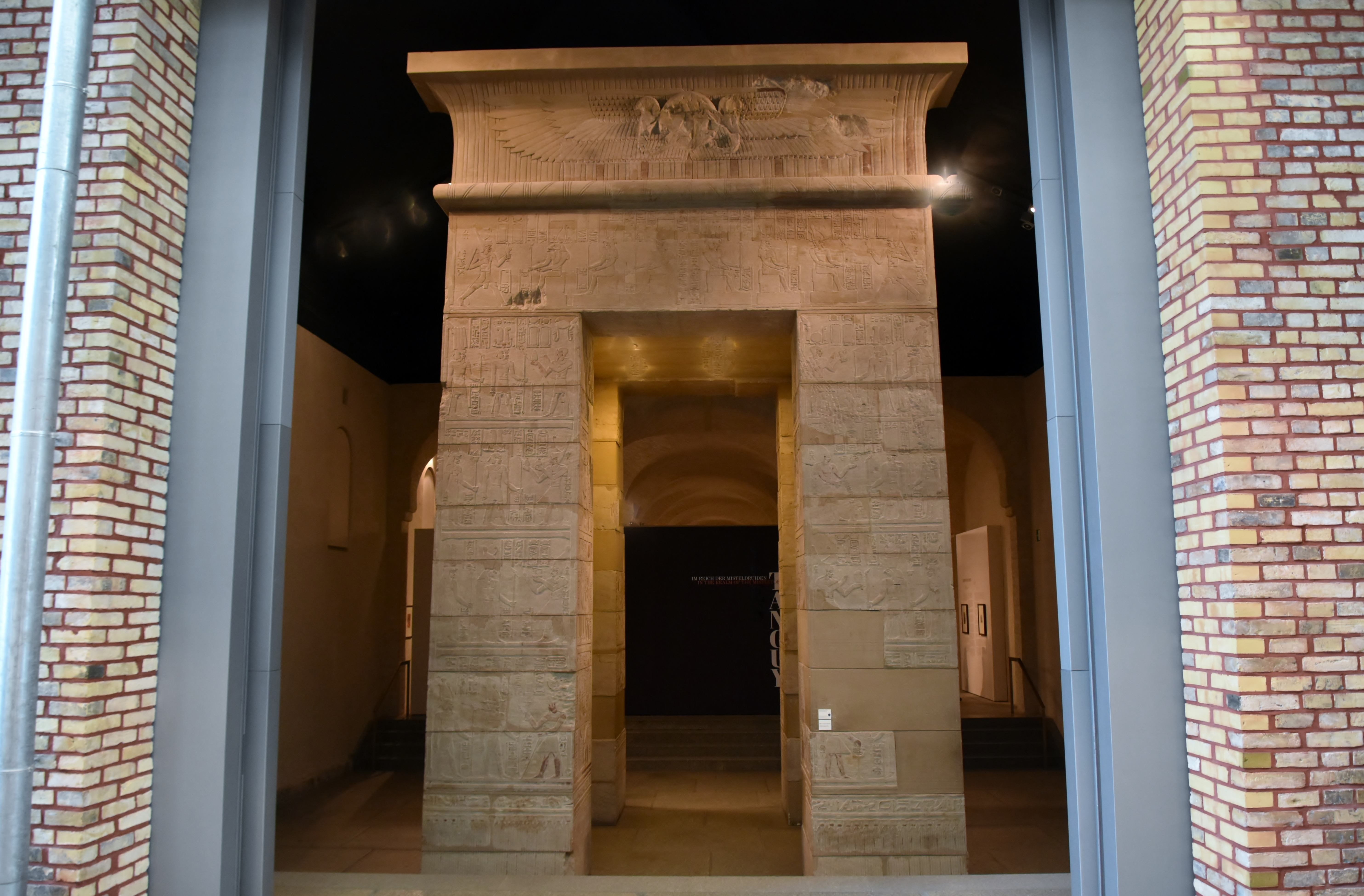
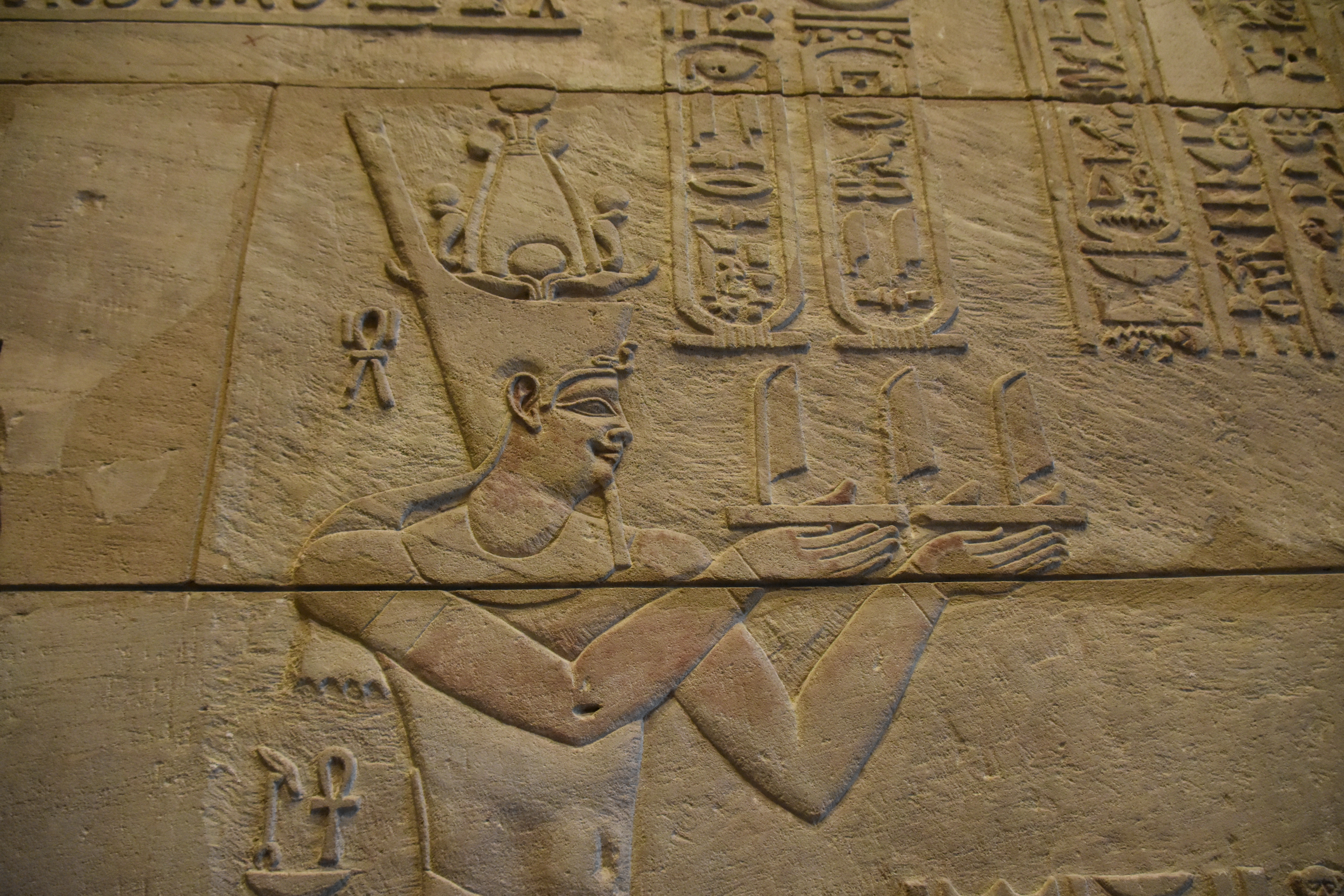
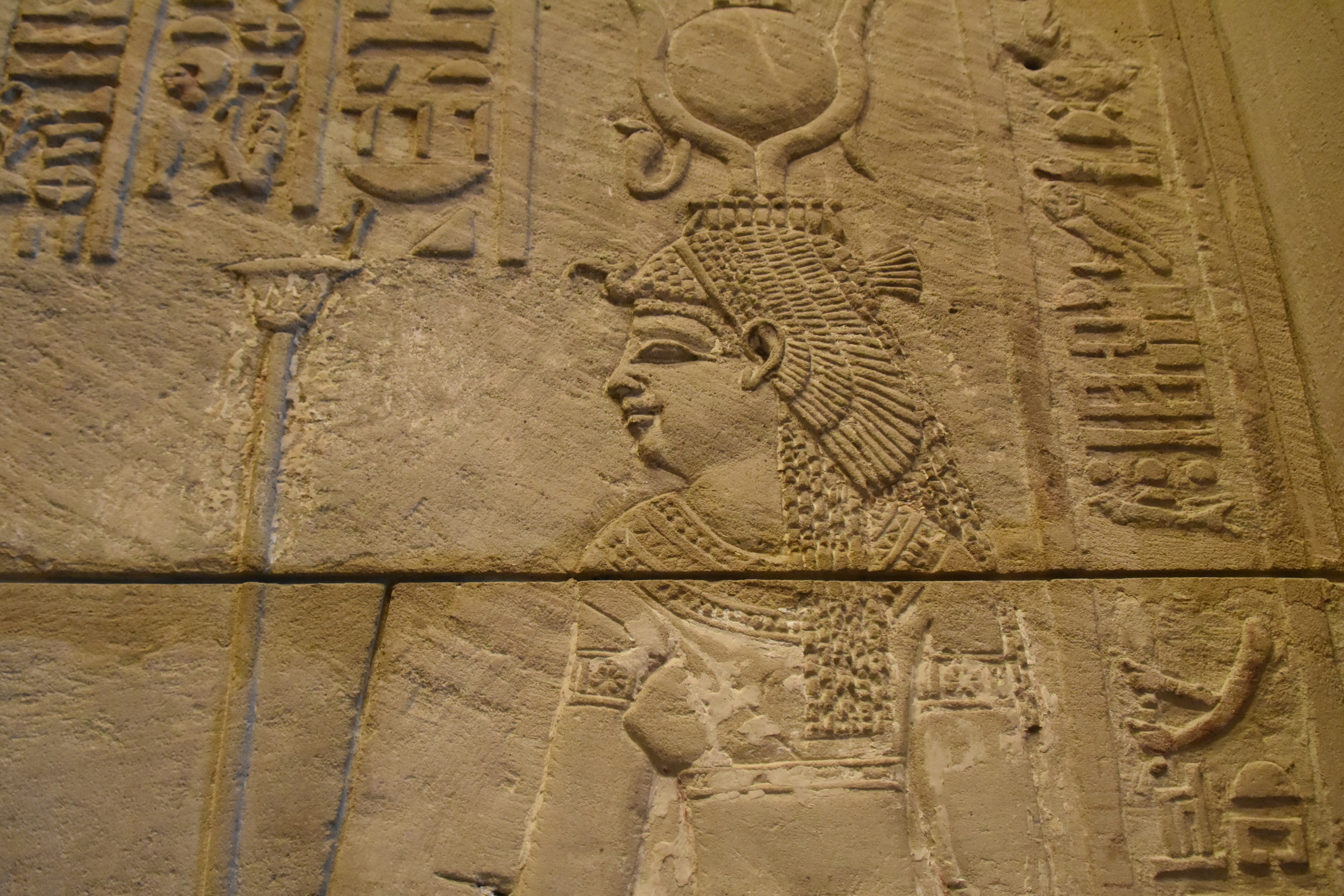

## Lieu de tournage
Une équipe de l'émission Secrets d'Histoire a tourné plusieurs séquences au musée dans le cadre d'un numéro consacré à la reine Néfertiti, intitulé Néfertiti, mystérieuse reine d'Égypte, diffusé le 23 août 2018 sur France 2.